# Advokat

En illustrerad advokat i engelsk advokatdräkt.

Advokat är en jurist, oftast medlem i ett nationellt advokatsamfund, som yrkesmässigt antingen som konsult tillhandahåller rådgivning och andra juridiska tjänster eller är rättegångsombud och därvid biträder en klient inför domstol och myndighet eller är engagerad i båda aktiviteter.
Den närmare definition av advokat skiljer sig mellan olika länder. I Norden liksom i kontinentaleuropa är en advokat vanligen en utbildad jurist med särskilda kvalifikationer som är upptagen i en särskild medlemsorganisation eller register (advokatsamfund). 
I de så kallade "Common Law"-länderna, exempelvis i England, används inte begreppet advokat, så som det förstås i kontinentaleuropeiska rättssystem. En akademiskt utbildad jurist måste här oftast passera en yrkesexamen, (bar exam), för att få praktisera juridik utan att göra sig skyldig till ett brott. Här går det inte att tala om en särskild advokattitel då det främst handlar om en avlagd yrkesexamen i syfte att visa att den som med godkänt resultat avlagt examen har de nödvändiga färdigheter som krävs i yrkeslivet. Detta då det, till skillnad från i Sverige samt kontinentaleuropa, finns en mängd juristutbildningar (Law Schools), med varierande kvalitet. Detta är till del en effekt av att det statliga inflytandet över vem som får erbjuda juridisk utbildningar och hur dessa ska bedrivas är lägre, vilket föranleder behovet av en avslutande fristående yrkesexamen. Även anpassningar till olika staters, och delstaters, specifika jurisdiktion är en anledning till behovet av en bar exam.
Illustrationerna på denna sida visar att advokater i vissa länder har en särskild ämbetsdräkt. I Sverige är dock advokaten fri att klä sig enligt eget tycke.

## Sverige
I Sverige skall en advokat vara ledamot av Sveriges advokatsamfund och därmed följa svensk advokatetik. Är man inte ledamot, äger man heller inte rätten att titulera sig advokat. Ett undantag är jurister anställda inom Stockholms stads juridiska enhet, som av hävd har titeln stadsadvokat, även utan att vara anslutna till advokatsamfundet. Advokater ska följa advokatsamfundets vägledande regler om god advokatsed Advokatsamfundet kan välja att utesluta medlemmar, vilket innebär att yrket är självreglerat på ett sätt som saknar motsvarighet i landet. Uteslutning som beslutas av en särskild disciplinnämnd kan ske enligt 8 kap 7 § rättegångsbalken om advokaten uppsåtligen gör orätt eller annars förfar oredligt. Enligt advokatsamfundet sammanfattas advokatens kärnvärden i oberoende från staten, lojalitet mot klienten, tystnadsplikt och att intressekonflikter inte får inte förekomma.

### Inträde i Advokatsamfundet
Advokatsamfundet i Sverige beviljar inträde för en person som har svensk juridisk examen, den så kallade juristexamen, med en normalstudietid på fyra och ett halvt år, samt praktisk juridisk verksamhet i minst tre år. Från den 1 januari 2011 sänktes kravet från fem års praktisk erfarenhet för att minska skillnaderna mot övriga europeiska länder. För inträde i advokatsamfundet krävs från och med år 2004 godkänd advokatexamen. Examen administreras av Advokatsamfundet och avläggs muntligen inför examinatorer samt censorer. Kostnaden för examen inklusive obligatoriska kurser uppgår till omkring 50 000 kronor och skall enligt advokatsamfundets stadgar bekostas av den advokatbyrå vid vilken inträdessökanden är verksam. Advokaterna och advokatsamfundet är bundna av regler om advokater, vilka återfinns i 8 kap rättegångsbalken. 

### Inget advokattvång
I Sverige råder inget advokattvång, vilket innebär att en person som ska uppträda inför domstol som kärande, svarande, målsägande eller tilltalad inte är tvingad att göra detta genom ombud. I Sverige råder heller inte advokatmonopol, vilket innebär att i Sverige får vem som helst uppträda inför domstol som ombud eller biträde för andra personer. En offentlig försvarare, som ersätts med skattemedel, kan utses till den som är misstänkt för ett brott.

### Historik
Avsaknaden av advokattvång gick under lång tid tillbaka på den gamla Rättegångsbalken i 1734 års lag, som gällde fram till 1947. I Nya lagberedningens betänkande från år 1884 föreslogs en ändring av hur sakförarverksamheten ordnades, men ledde aldrig till förändrad lagstiftning. Förslaget ledde dock till att ett antal sakförare 1885 samlade till ett möte i Stockholm, vilket i sin tur ledde till att Sveriges advokatsamfund bildades 31 oktober 1887. Genom lagar av 19 november 1897, 24 mars 1916 och 11 juni 1920
likställdes kvinnor fullständigt med män i fråga om rätten att uppträda som rättegångsombud.

## EU-advokat
EU-advokat är en titel som den jurist som är upptagen i ett advokatsamfund i ett EU-land kan använda vid verksamhet i andra EU-medlemsstater än den ursprungliga. I de av EU:s medlemsstater som använder sig av advokatbegreppet är advokatyrket, precis som i Sverige, reglerat. För att få praktisera som advokat krävs att juristen i fråga är upptagen i en yrkesorganisation motsvarande det svenska Advokatsamfundet alternativt advokat genom statligt utnämnande eller efter avläggande av examen. Samtidigt strävar unionen för att upprätta en inre marknad där varor, kapital och arbetstagare kan röra sig fritt mellan medlemsstaterna. Den så kallade fria rörligheten, som innefattar etableringsfrihet, får inte inskränkas. För att även ge advokater rätt till etableringsfrihet inom unionen utfärdades direktiv 98/5/EG som ger advokater rätt att utöva sitt yrkes under samma regler som värdlandets advokater.

## Typer av advokater

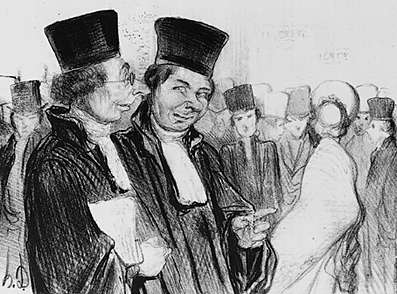
Advokater avbildade av franske konstnären Honoré Daumier (1808-1879)

Advokater kan arbeta inom i princip alla områden av lagen och några större begränsningar finns inte. Advokatsamfundets regler ställer upp vissa begränsningar, men de gäller främst hur och var advokaten kan arbeta. Här gäller att advokaten skall iaktta samfundets etiska regler för hur arbetet skall utföras och vara fristående på så vis att arbetet skall bedrivas genom fristående verksamhet och inte som anställd hos den som advokaten ger råd. En bolagsjurist kan alltså inte upptagas till advokat. 
Några exempel på advokatroller:

### Försvarsadvokat
En försvarsadvokat är en advokat som biträder den tilltalade i ett brottmål. Eftersom en försvarsadvokat uppgift är att hjälpa den misstänkte innebär det att försvarsadvokaten kan vidta egna utredningsåtgärder när det finns behov av det. I Sverige förordnas som regel en försvarsadvokat som offentlig försvarare. Den som uppträder som försvarare utan ett sådant förordnande betecknas privat försvarare.

### Asyladvokat
En asyladvokat är en advokat som biträder den asylsökande i processen att ansöka om internationellt skydd landet, dvs asyl. I Sverige är asyladvokaten oftast verksam vid en allmänpraktiserande så kallad humanjuridisk byrå eller på en renodlad asylbyrå och det är Migrationsverket eller ibland migrationsdomstolen som förordnar en asyladvokat som offentligt biträde i processen. Den som åtar sig uppdrag som asyladvokat utan ett sådant förordnande agerar privat ombud för den sökande. En asyladvokat åtar sig ofta även andra typer av ärenden där den sökande söker uppehållstillstånd på grund an arbete eller familjeanknytning i enlighet med utlänningslagen. Även ansökan om medborgarskap hör till asyladvokatens område. 